# Staticobium nevskyi
Staticobium nevskyi är en insektsart som beskrevs av Hille Ris Lambers 1939. Staticobium nevskyi ingår i släktet Staticobium och familjen långrörsbladlöss. Inga underarter finns listade i Catalogue of Life.